# 勤労者 (雑誌)
勤労者（きんろうしゃ、朝鮮語: 근로자）は、朝鮮労働党の機関誌で政治理論雑誌。

## 書誌的事項
月刊。4·6倍判、90面前後。1946年8月、北朝鮮労働党創立大会の決定により同年10月25日に創刊された。

## 内容
発行目的は、党幹部を主な対象に随時提起される労働党の施策とその貫徹のための方策の提示、党の路線と政策宣伝、金日成の唯一思想体系の確立に寄与、党幹部と党員、勤労大衆の共産主義教養に貢献、党中央委員会の組織·宣伝者の役割遂行などだ。
このため、党政策の広報と執行のための論説が主に掲載されているが、テーマは主に首領の偉大性宣伝、党政策の理論的解説、革命の原理、国際共産主義の経験、朝鮮統一問題などだ。
こうした論説のほかにも、金日成主席と金正日総書記の文献、談話、書簡、演説などの内容も掲載されている。そして金正恩時代の「金日成・金正日主義」理論宣伝を『勤労者』が担っているという。